# Hülya Özkan
Hülya Özkan (* 15. Januar 1957 in Diyarbakır, Türkei) ist eine deutsche Fernsehmoderatorin, -redakteurin und Kriminalschriftstellerin.

## Leben und Wirken
Hülya Özkan kam im Alter von sieben Jahren aus der Türkei nach Deutschland. Sie studierte Politikwissenschaft und Journalistik an der Ludwig-Maximilians-Universität in München und arbeitete anschließend für den Westdeutschen Rundfunk (WDR). 1986 volontierte sie beim Zweiten Deutschen Fernsehen (ZDF) und wurde Redakteurin im Landesstudio Hessen.
Sie moderierte beim ZDF Nachbarn in Europa, heute aus den Ländern und mehrere Jahre das Auslandsjournal. Von 2001 an war sie Moderatorin des ZDF-Nachrichtenmagazins heute – in Europa, seit 2005 im wöchentlichen Wechsel mit Andreas Klinner. Im Jahr 2012 wurde sie von Julia Theres Held abgelöst. Während der langjährigen Tätigkeit kam es nach Aussage Özkans zu teilweise rechtsextremen Diskriminierungen durch Kollegen und Zuschauer.
Daneben schrieb Özkan mehrere Bücher. Ihre ersten drei Romane sind Krimis; sie wurden zum Teil in der ARD-Kriminalfilmreihe Mordkommission Istanbul verfilmt.
Özkan ist mit dem ehemaligen Intendanten des ZDF, Thomas Bellut, verheiratet, mit dem sie zwei Kinder hat. Sie lebt in Mainz und Istanbul.

## Werke
- Mord am Bosporus. Diana Taschenbuch, München 2006. ISBN 3-453-35101-0
- Istanbul sehen und sterben. Diana Taschenbuch, München 2007. ISBN 3-453-35145-2
- In deiner Hand. Kommissar Özakins dritter Fall. Diana Taschenbuch, München 2008. ISBN 3-453-35233-5
- Güle Güle Süperland. Knaur, München 2011. ISBN 978-3-426-78391-7.

## Weblink
- Literatur von und über Hülya Özkan im Katalog der Deutschen Nationalbibliothek

| Personendaten    | Personendaten                                  |
| ---------------- | ---------------------------------------------- |
| NAME             | Özkan, Hülya                                   |
| KURZBESCHREIBUNG | deutsch-türkische Journalistin und Buchautorin |
| GEBURTSDATUM     | 15. Januar 1957                                |
| GEBURTSORT       | Diyarbakır, Türkei                             |